# Chelonus audeoudiae
Chelonus audeoudiae är en stekelart som beskrevs av Muesebeck 1933. Chelonus audeoudiae ingår i släktet Chelonus och familjen bracksteklar. Inga underarter finns listade i Catalogue of Life.